# 深川市民球場
深川市民球場（ふかがわしみんきゅうじょう）は、北海道深川市の深川市総合運動公園にある野球場。

## 概要
1990年に完成。
2019年にtotoの助成金によりスコアボードやグラウンドの大規模改修が実施された。
過去にイースタン・リーグの公式戦2試合の開催実績がある。また、2022年には北海道ベースボールリーグの公式戦が開催された。開幕前発表の日程では、ホームゲームは球団別に奈井江・空知ストレーツが2試合、すながわリバーズと富良野ブルーリッジが各1試合だったが、その後ホームチームの変更により、富良野のホームゲームはなくなった。2023年も、すながわの主催試合が開催された。すながわがリーグを脱退した2024年は、旭川ビースターズが1試合を開催した。

## 施設
- 開設期間：5月1日から10月31日
- 開設時間：5:00 - 21:00
- 本部、役員室、事務室・医務室、記録室、審判室、放送室、会議室1・2、キーパー室、倉庫、資材室、電気室

## 参考資料
- “深川市総合運動公園体育施設条例”. 深川市例規類集.  深川市. 2016年8月1日閲覧。
- “深川市総合運動公園体育施設条例施行規則”. 深川市例規類集.   深川市. 2016年8月1日閲覧。